# 賽門與葛芬柯
賽門與葛芬柯（英語：Simon & Garfunkel）是著名美國民谣搖滾音樂二重唱組合，由保羅·賽門與亞特·葛芬柯組成。他們是六十年代最流行的樂團之一，被視為該年代社會變革的反文化偶像，同期的音樂家還有披頭四及鮑勃·迪倫。

## 簡介
保羅·賽門（1941年10月13日出生）與亞特·葛芬柯（1941年11月5日出生）素為好友，兩人在就讀高中時就組成「湯姆與傑利合唱團」（英語：Tom & Jerry）。1957年，該合唱團的單曲《Hey, Schoolgirl》打入了美國流行音樂排行榜。高中畢業之後，賽門考進紐約市立大學皇后學院英文系，而葛芬柯當時就讀於不遠的哥倫比亞大學，兩人仍然時有合作。1964年，兩人與哥倫比亞唱片簽署合約，以他們的真實姓氏「賽門與葛芬柯」正式出道。對於樂團的名字，保羅·賽門曾自我解嘲地說：「此為猶太人聯名打入美國流行樂壇的第一次。」

## 著名歌曲
樂團的名曲如《寂靜之聲》（The Sound of Silence）、《史卡波羅市集》（Scarborough Fair），《惡水上的大橋》（Bridge Over Troubled Water）於美國單曲排行榜取得成功。1967年為著名好萊塢電影《畢業生》配樂，成為不朽經典。《寂靜之聲》乃是對現代人之間的疏離感的反響，與對人類拜金主義的省思；《史卡波羅市集》則充滿古代情詩的浪漫，還隱含著反戰精神。這些歌曲，不但曲調寫得好，連歌詞亦被世人所欣賞及重視，從此名揚全球。

## 解散
1970年以後，兩人分別作個人發展，但是偶爾也有一起演唱，其中尤以1981年的中央公园音乐会为著。而他們各自都有一些著名的作品。1990年，兩人以樂團的名義入選美國搖滾名人堂。2003年，他們又重新聚首舉行了一次巡迴演出，並被授予葛萊美終身成就獎。他們於羅馬競技場舉行的演唱會吸引了六十萬名觀眾，相比保羅·麥卡尼在同一場地的演出更多了十萬名歌迷。

## 專輯目錄
- 1964年《週三早上，凌晨3點》（Wednesday Morning, 3 A.M.）
- 1966年《寂靜之聲》
- 1966年《荷蘭芹，鼠尾草，迷迭香和百里香（英语：Parsley, Sage, Rosemary and Thyme）》
- 1968年《书立（英语：Bookends (album)）》，在《公告牌二百强专辑榜》上名列前茅[9]
- 1970年《惡水上的大橋（英语：Bridge over Troubled Water）》，他们最成功的专辑

## 评价

### 葛萊美獎
葛萊美獎每年按「美國國家錄音藝術科學學院」頒發，賽門與葛芬柯已奪得了十個獎項。
| 年份 | 獲提名       | 獎項                                                                     | 結果 |
| ---- | ------------ | ------------------------------------------------------------------------ | ---- |
| 1969 | 羅賓遜夫人   | Record of the Year                                                       | 獲獎 |
| 1969 | 羅賓遜夫人   | Best Contemporary Pop Performance – Vocal Duo or Group                   | 獲獎 |
| 1969 | 畢業生       | Best Original Score Written for a Motion Picture or a Television Special | 獲獎 |
| 1971 | 惡水上的大橋 | Album of the Year                                                        | 獲獎 |
| 1971 | 惡水上的大橋 | Record of the Year                                                       | 獲獎 |
| 1971 | 惡水上的大橋 | Song of the Year                                                         | 獲獎 |
| 1971 | 惡水上的大橋 | Best Contemporary Song                                                   | 獲獎 |
| 1971 | 惡水上的大橋 | Best Instrumental Arrangement Accompanying Vocalist(s)                   | 獲獎 |
| 1971 | 惡水上的大橋 | Best Engineered Recording                                                | 獲獎 |
| 2003 | 賽門與葛芬柯 | Grammy Lifetime Achievement Award                                        | 獲獎 |

### 其它
- 1978年度全英音樂獎：過去25年最佳國際音樂專輯（《惡水上的大橋》）。[11]
- 1990年度美國搖滾名人堂入選者。
- 在《滚石》评选的「有史以来最伟大的20个双人组合」中名列第3。[12]
- 里奇·安特伯格（英语：Richie Unterberger）将他们描述为「1960年代最成功的民谣摇滚二重唱」。[13]
- 其唱片销量累计已超过1亿张，是最畅销的音乐艺术家之一。[14]
- 《惡水上的大橋》在滾石雜誌五百大專輯中名列第51。[15]